# Hinrich Romeike
Hinrich Romeike (* 26. Mai 1963 in Hamburg) ist ein deutscher Vielseitigkeitsreiter.
Bei den Olympischen Spielen in Peking 2008 wurde Hinrich Romeike Olympiasieger im Einzel- und gewann zusammen mit Ingrid Klimke, Andreas Dibowski, Peter Thomsen und Frank Ostholt die Goldmedaille im Mannschaftswettbewerb. Zuvor waren seine größten Erfolge der Mannschaftssieg bei den Weltreiterspielen 2006 in Aachen sowie der 5. Platz im Einzel- und der 4. Platz im Mannschaftswettbewerb bei den Olympischen Spielen 2004 in Athen. Die genannten Erfolge erreichte er mit seinem Pferd Marius, einem 1994 geborenen und 2023 gestorbenen Holsteiner Schimmelwallach, Vater Condrieu xx, Muttervater Laurin. Nachdem Marius in den Jahren 2009 bis 2011 verletzungsbedingt nicht wieder am Turniersport teilnehmen konnte, gab Romeike im März 2012 das Ende von Marius’ sportlicher Laufbahn bekannt. Zu einem Start Romeikes bei den Olympischen Spielen 2012 kam es daher nicht.
Hinrich Romeike ist praktizierender Zahnarzt und lebt mit seiner Frau und seinen drei Kindern in Nübbel bei Rendsburg. 2005 wurde er mit der Sportplakette des Landes Schleswig-Holstein ausgezeichnet.